# Bem definido
Em matemáticas, o termo bem definido(a) se utiliza para especificar que um conceito (uma função, uma propriedade, uma relação, uma operação etc.) se define de forma lógica ou matemática usando um conjunto de axiomas básicos sem ambigüidade alguma, e sem contradizer nenhum axioma. Usualmente as definições se enunciam sem ambigüidade, e não há dúvidas sobre sua definição. Ocasionalmente, contudo, se enuncia uma definição com base a uma escolha arbitrária por motivos de economia; então deve-se comprovar que a definição é independente da dita escolha.